# Hamza Gbané
Hamza Gbané, né le 10 avril 1994, est un taekwondoïste ivoirien.  

## Biographie
Il est le frère des taekwondoïstes Abdoulaye Gbané et Seydou Gbané.

## Palmarès

### Jeux africains
- Médaille d'argent dans la catégorie des moins de 58 kg aux Jeux africains de 2011 à Maputo[2].

### Championnats d'Afrique
- Médaille d'or dans la catégorie des moins de 63 kg aux Championnats d'Afrique de taekwondo 2012 à Antananarivo